# Цаган-Нурское сельское муниципальное образование
Цаган-Нурское сельское муниципальное образование — сельское поселение в Октябрьском районе Калмыкии. Административный центр - посёлок Цаган-Нур.

## География
Поселение расположено в пределах Сарпинской низменности. Общая площадь Цаган-Нурского СМО составляет 84 570 га. СМО граничит:
- на севере - с Восходовским, Большецарынским и Мирненским СМО
- на востоке - Иджилским и Хошеутовским СМО Октябрьского района,
- на юго-западе и западе - с Чкаловским и Тугтунским СМО Кетченеровского района,
- на северо-западе - с Ханатинским СМО Малодербетовского района.

## Население
| 2002 | 2010 | 2011 | 2012 | 2013 | 2014 | 2015 |
| ---- | ---- | ---- | ---- | ---- | ---- | ---- |
| 897  | ↗936 | ↘934 | ↘914 | ↘895 | ↘894 | ↘880 |
| 2016 | 2017 | 2018 | 2019 | 2020 | 2021 |      |
| ↘835 | ↗842 | ↘827 | ↘822 | ↘819 | ↗845 |      |

### Национальный состав
По данным Всероссийской переписи населения 2010 года:
| Национальность | Численность (чел.) | Процентное соотношение |
| -------------- | ------------------ | ---------------------- |
| Калмыки        | 910                | 97,22%                 |
| Русские        | 14                 | 1,50%                  |
| Другие         | 12                 | 1,28%                  |
| Всего          | 936                | 100,00%                |

## Состав сельского поселения
| № | Населённый пункт | Тип населённого пункта          | Население |
| - | ---------------- | ------------------------------- | --------- |
| 1 | Босхачи          | посёлок                         | ↘42       |
| 2 | Лиджин Худук     | посёлок                         | ↘15       |
| 3 | Цаган-Нур        | посёлок, административный центр | ↗826      |
| 4 | Чарлакта         | посёлок                         | ↘49       |